# سیارک ۵۰۱۷
سیارک ۵۰۱۷ (به انگلیسی: 5017 Tenchi، نامگذاری:1977DS2) پنج هزار و هفدهمین سیارک کشف شده‌است که در ۱۸ فوریه ۱۹۷۷ کشف شد.
قدر مطلق سیارک برابر ۱۲٫۴۰ است.